# Bonassola
Bonassòla (Bonasseua /bunaˈsøːa/ in ligure e nella variante locale) è un comune italiano di 766 abitanti della provincia della Spezia in Liguria.

## Geografia fisica

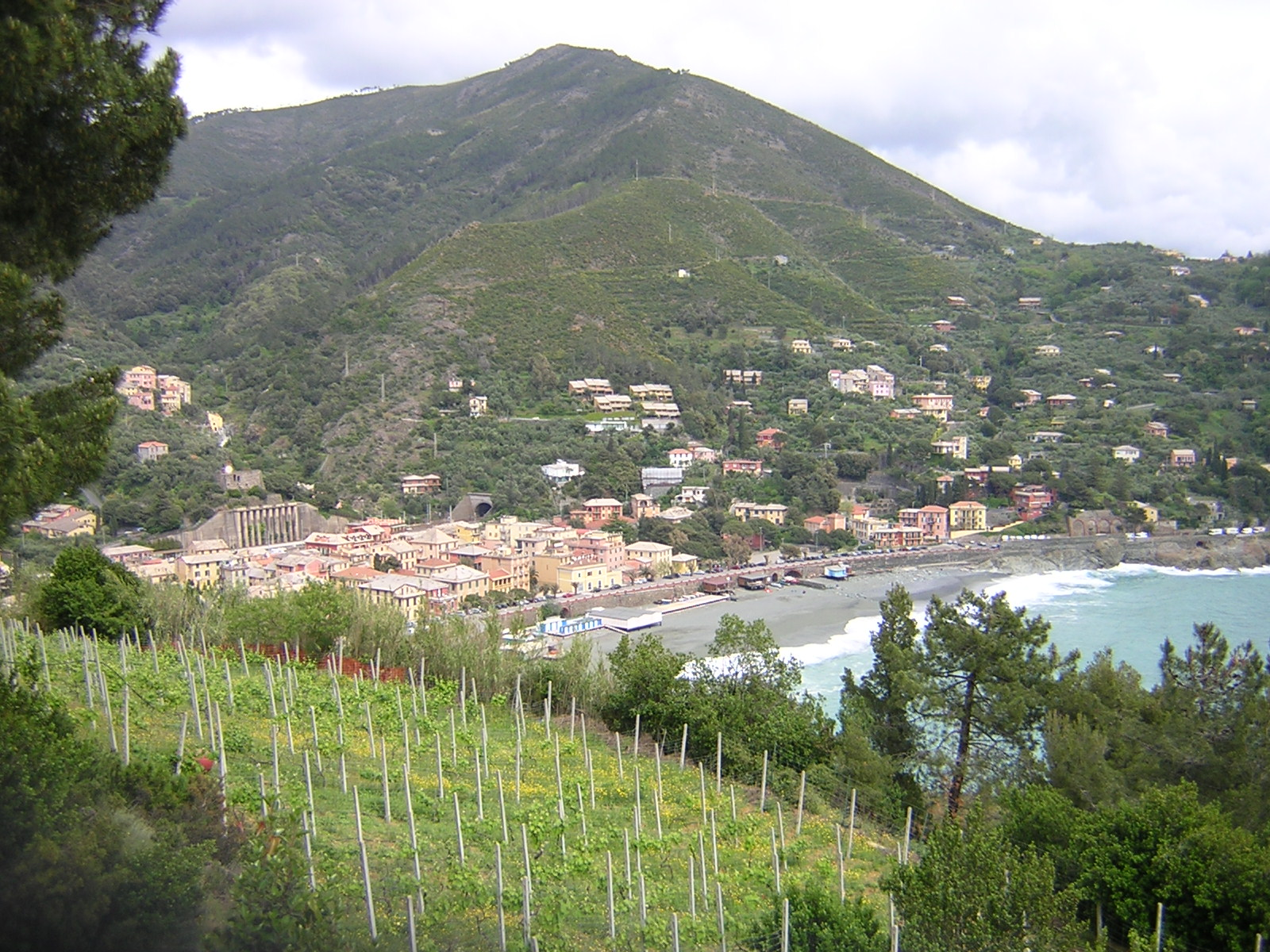
I vigneti e il panorama di Bonassola

Il territorio di Bonassola si trova in un golfo della costa ligure di levante, racchiuso da una cerchia collinare di pini marittimi e tipici terrazzamenti di uliveti e vigneti per la coltivazione agricola. È fondato su una piana alluvionale e disteso per circa cinque chilometri.

## Storia

### Origini
Secondo alcune fonti storiche il toponimo Bonassola deriverebbe da Bulnetia o Bodetia, nomi che compaiono in alcuni scritti dell'alto Medioevo. Altre fonti, ritenute più valide, porterebbero invece all'antico termine Vallis Bonazolae, indicante quella zona costiera compresa tra le odierne località di Framura, ad occidente, e Levanto ad oriente. Sarà infatti in questa area prospiciente il mare che sorgerà, solamente tra il XV e XVI secolo, il nucleo storico di Bonassola. In alcuni documenti antecedenti il XIX secolo è ancora diffuso il termine Bonasola, stessa grafia utilizzata nelle celebri carte geografiche di Matteo Vinzoni del Settecento, e solo in seguito il termine assumerà l'attuale versione.
La prima citazione ufficiale di Bonassola risalirebbe ad un documento datato al 29 aprile 1269 nel quale viene menzionata la locale chiesa di San Giorgio di Reggimonti (de Resegunti); in un atto notarile del 21 aprile 1277, invece, sono menzionati due abitanti del territorio bonassolese: Bonaccorso Scerno e Giovannino Zanegno.
Un'antecedente citazione risalirebbe però al 18 marzo del 1154 quando, in un documento pontificio di papa Anastasio IV, denominato dagli storici Privilegio di Papa Anastasio IV, furono confermate al vescovo della diocesi di Luni le dipendenze della pieve di Ceula (l'odierna chiesa di San Siro della frazione di Montale a Levanto), avente tra le sue proprietà religiose anche la chiesa locale di Scernio (Flernio).
La fondazione della primitiva Vallis Bonazolae è certamente più antica. Studi e ritrovamenti archeologici, rinvenuti durante gli scavi effettuati tra il 1959 e il 1960 da Leopoldo Cimaschi presso la località di Chiesarotta, hanno portato alla luce i resti antichi della menzionata chiesa di San Giorgio di Reggimonti e altresì accertata la presenza umana molto prima della colonizzazione romana nelle terre dei Liguri.

### Il dominio genovese

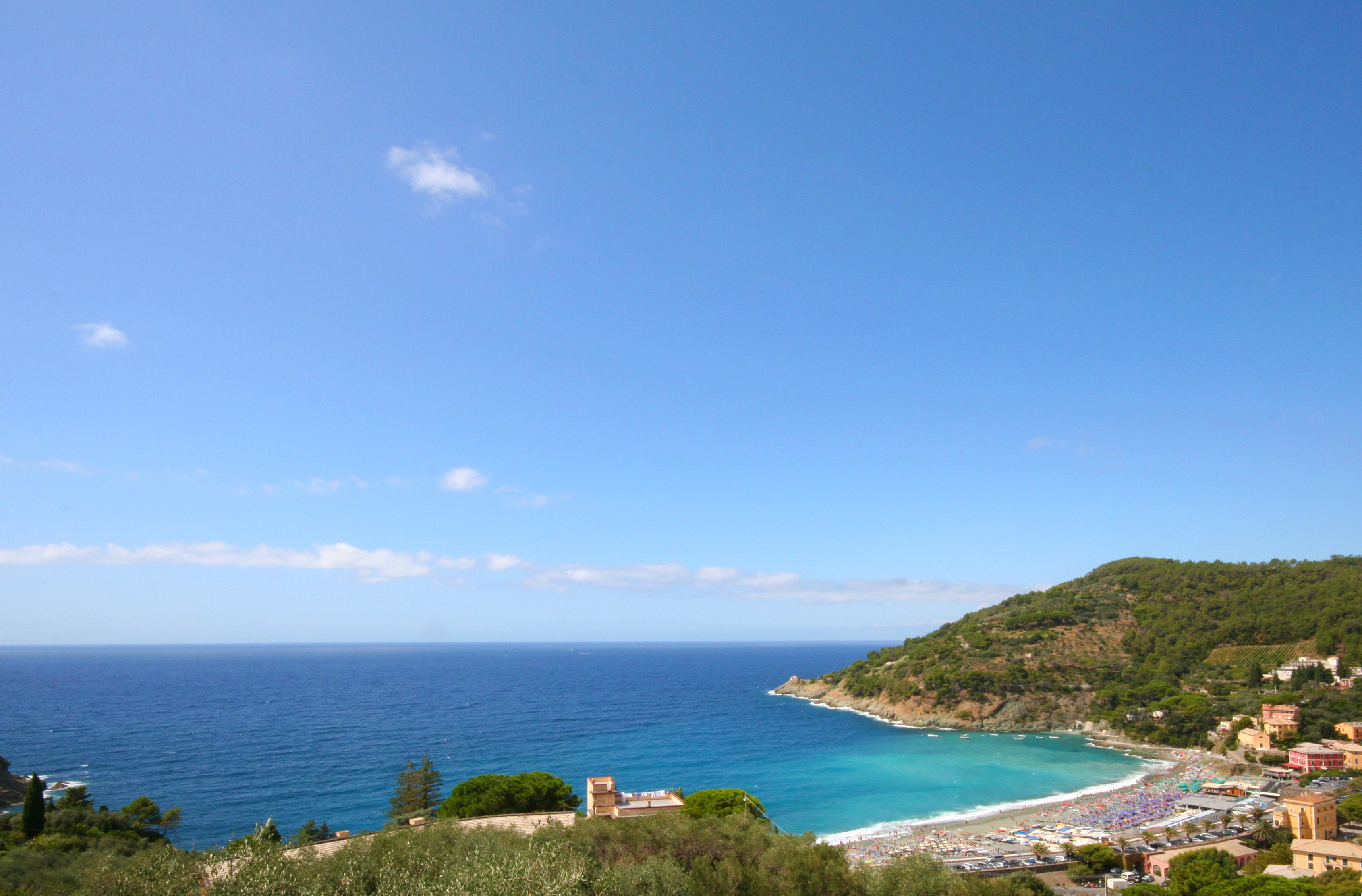
Scorcio del litorale

Notizie storiche del XIII secolo attestano la forte vocazione marinara del borgo di Bonassola la cui proprietà feudale passò dai signori Da Passano alla Repubblica di Genova che, nella prima metà del XV secolo, l'assoggettò alla podesteria di Framura.
Un rilevamento fiscale del 1531, commissionato dal governo genovese, confermò l'importanza delle attività legate al mare e della vocazione verso i commerci del vino, dell'olio di oliva e delle castagne. Proprio a questo periodo risalirebbero la crescita di popolazione e quindi la nuova espansione edilizia del borgo verso la costa.
Il periodo di prosperità si arrestò già nella seconda metà del XVI secolo a seguito delle sempre più frequenti incursioni dei pirati saraceni.
Proprio del 30 marzo 1569 è l'Instrumento della Cumpagnia di Bonassolla, primo documento in Italia che si riferisce ad una sorta di previdenza civile, istituita per poter riscattare i concittadini bonassolesi dai pirati.
Storicamente Bonassola seguì le sorti della Repubblica di Genova, subendo a sua volta la dominazione francese di Napoleone Bonaparte dal luglio del 1797; oltre all'occupazione d'oltralpe, che causò inevitabili danni, la popolazione dovette a sue spese rifornire le truppe con viveri.

### Dall'impero napoleonico all'Unità d'Italia

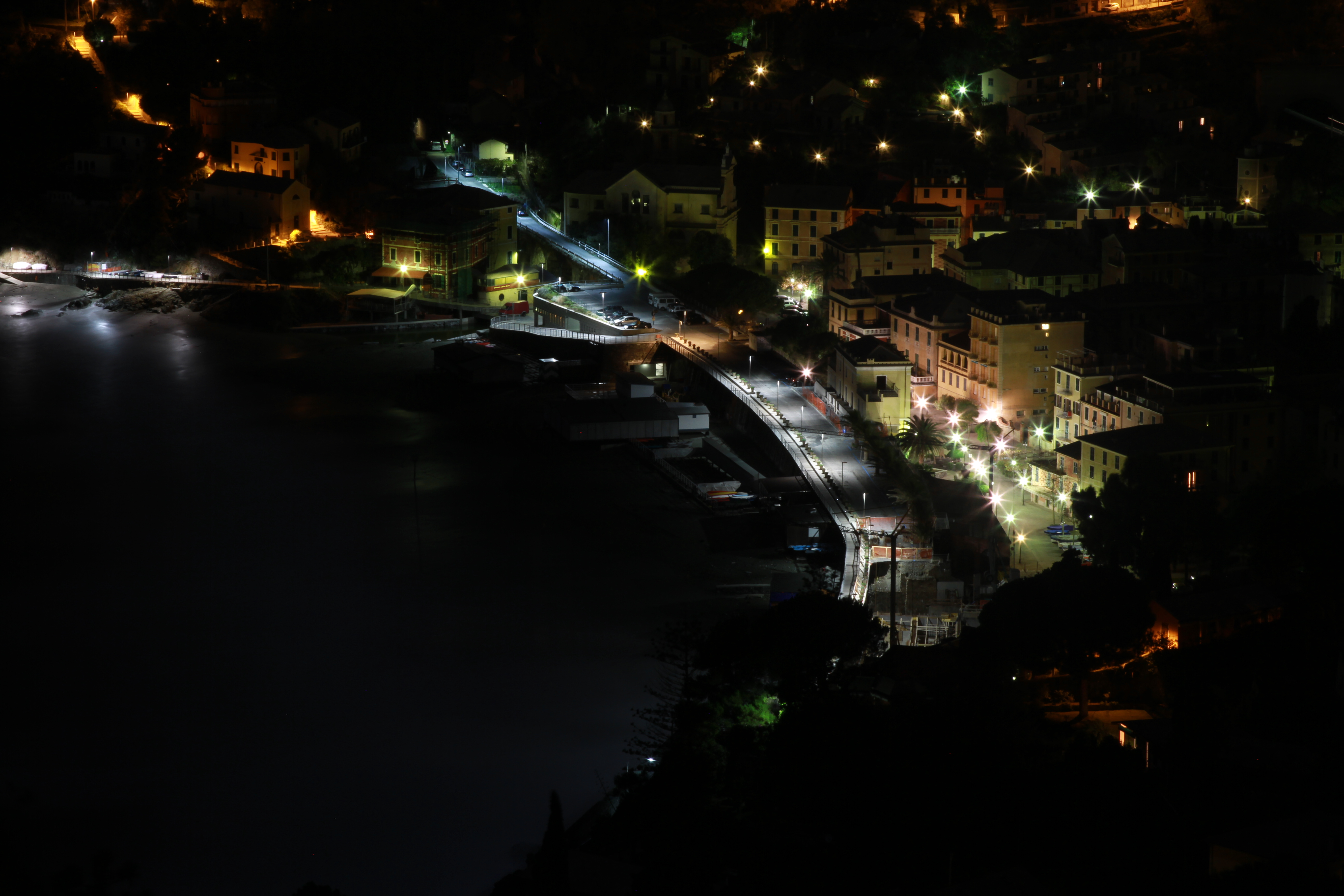
Bonassola di notte

Con la nuova dominazione napoleonica Bonassola dal 2 dicembre 1797 rientrò nel Dipartimento del Vara, con capoluogo Levanto, nell'ambito della Repubblica Ligure. Dal 28 aprile 1798, con i nuovi ordinamenti francesi, il territorio di Bonassola rientrò nel VI cantone, capoluogo Montaretto, della Giurisdizione di Mesco. Dal 1803 fu centro principale del V cantone del Golfo del Mesco nella Giurisdizione del Golfo di Venere e dal 13 giugno 1805 al 1814, annesso al Primo Impero francese, inserito nel Dipartimento degli Appennini.
Nel 1815 fu inglobato nella provincia di Levante del Regno di Sardegna, così come stabilì il Congresso di Vienna del 1814, e successivamente nel Regno d'Italia dal 1861. Dal 1859 al 1927 il territorio fu compreso nel VI mandamento di Levanto del circondario di Levante facente parte della provincia di Genova prima e, con l'istituzione nel 1923, della provincia della Spezia poi.
La costruzione della linea ferroviaria litoranea e della strada carrozzabile, nel corso del XIX secolo, posero termine al secolare isolamento del borgo: mentre da un lato furono resi più veloci e agevoli i collegamenti con gli altri centri del levante ligure, il nuovo assetto urbano vide lo sviluppo della storica economia legata al mare che, nel XVIII secolo, divenne come importanza seconda a Lerici nella riviera di levante.
La scoperta di un filone di marmo, avvenuta casualmente nel 1832 durante la costruzione della carrozzabile di Baracca, ne comportò inoltre per il borgo lo sviluppo delle attività connesse.
Al calo delle attività agricole, oramai condotte solo per usi familiari, sopravvenne l'importante sviluppo delle attività legate al turismo.

### La seconda guerra mondiale ed eventi recenti

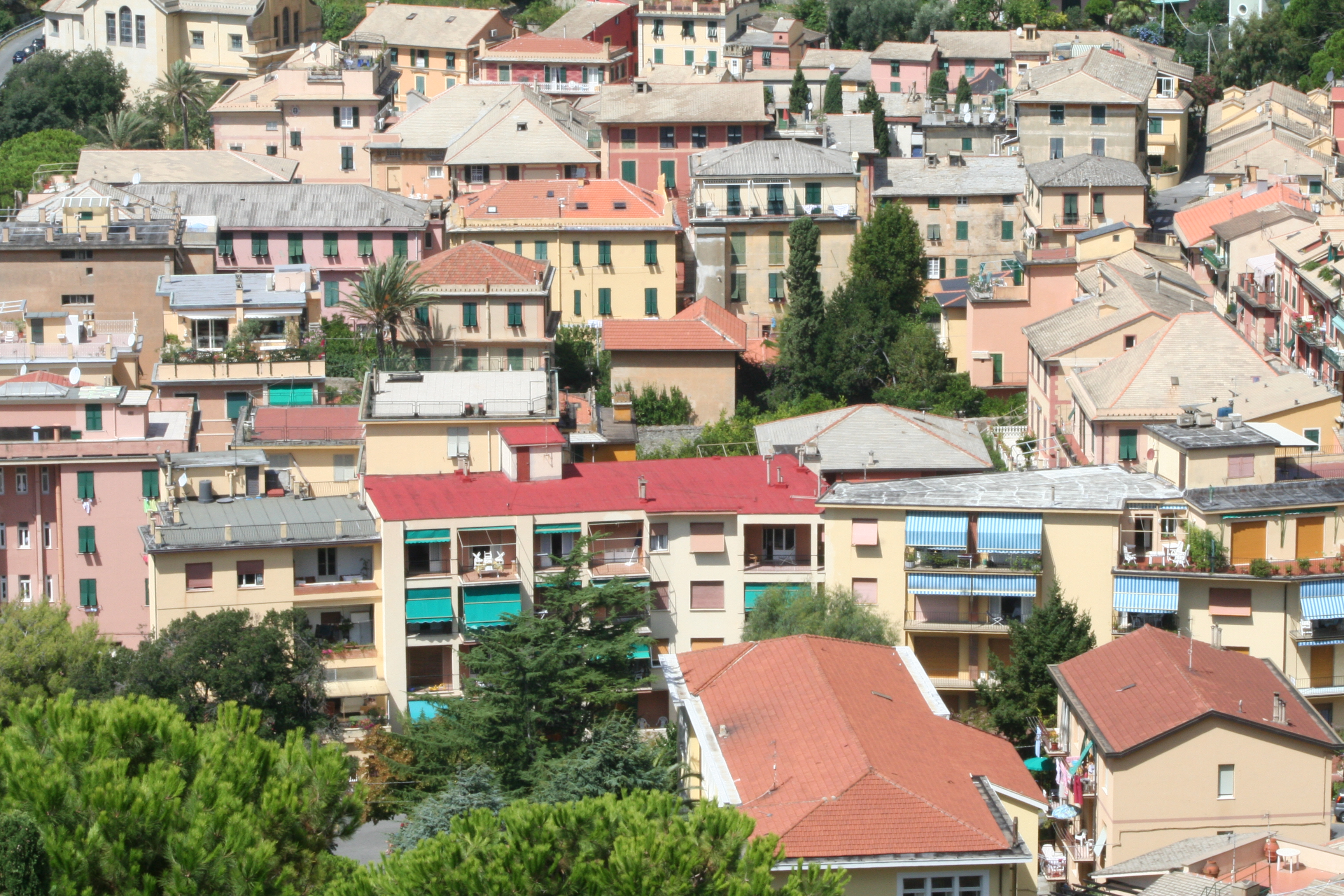
Le case del paese

Il 29 giugno 1943, alle ore 10,45, il piroscafo Bolzaneto (società armatrice Ilva di Genova) fu silurato tra Bonassola e Deiva Marina dal sommergibile inglese Sportsman, comandato dal tenente di vascello Gatehouse, mentre faceva rotta da Marina di Carrara a Genova trasportando un "prezioso" carico di ghisa (recuperato con draghe al termine della guerra).
Il siluro centrò il piroscafo, spaccandolo letteralmente in due tronconi (gli abitanti di Bonassola udirono spaventati il fragore dell'esplosione). La nave giace ora ad una profondità tra i 40 ed i 55 metri (coordinate: 44° 10' 269" N - 09° 33' 925" E). La parte prodiera è separata di 150 m da quella poppiera. Nel naufragio i pochi superstiti (9 su un equipaggio di 20 persone) furono tratti in salvo dagli abitanti di Bonassola che prontamente andarono in soccorso con barche da pescatore. La nave, varata nel 1918, con stazza lorda di 2 220 tonnellate, lunghezza di 86,96 metri, larghezza di 12,50 metri, pescava 5,37 m; era spinta da una macchina a vapore a triplice espansione con due caldaie della potenza di 900 hp che le imprimeva una velocità massima di 8,5 nodi.
Il 22 marzo 1944, alle ore 23.00, 2 ufficiali e 13 soldati del 2677th OSS (servizi americani) sbarcarono su tre gommoni neri in una caletta tra Bonassola e Framura denominata Sca', allo scopo di distruggere la galleria ferroviaria della linea Genova-Roma, nell'ambito dell'Operazione Strangle, per interrompere i flussi di materiale e uomini per il fronte di Cassino. Catturati il giorno 24 marzo 1944, furono trasportati a Carrozzo (La Spezia) sede del 135 Festung Brigade (Brigata Almers) e fucilati il 26 marzo alle 7.30 del mattino presso Punta Bianca per ordine del generale Anton Dostler. Questo ordine gli costerà la vita, perché a fine guerra fu processato e condannato alla fucilazione. Sarà il primo generale tedesco ad essere fucilato. La sentenza costituirà un importante precedente giuridico per il successivo processo di Norimberga ai criminali nazisti.

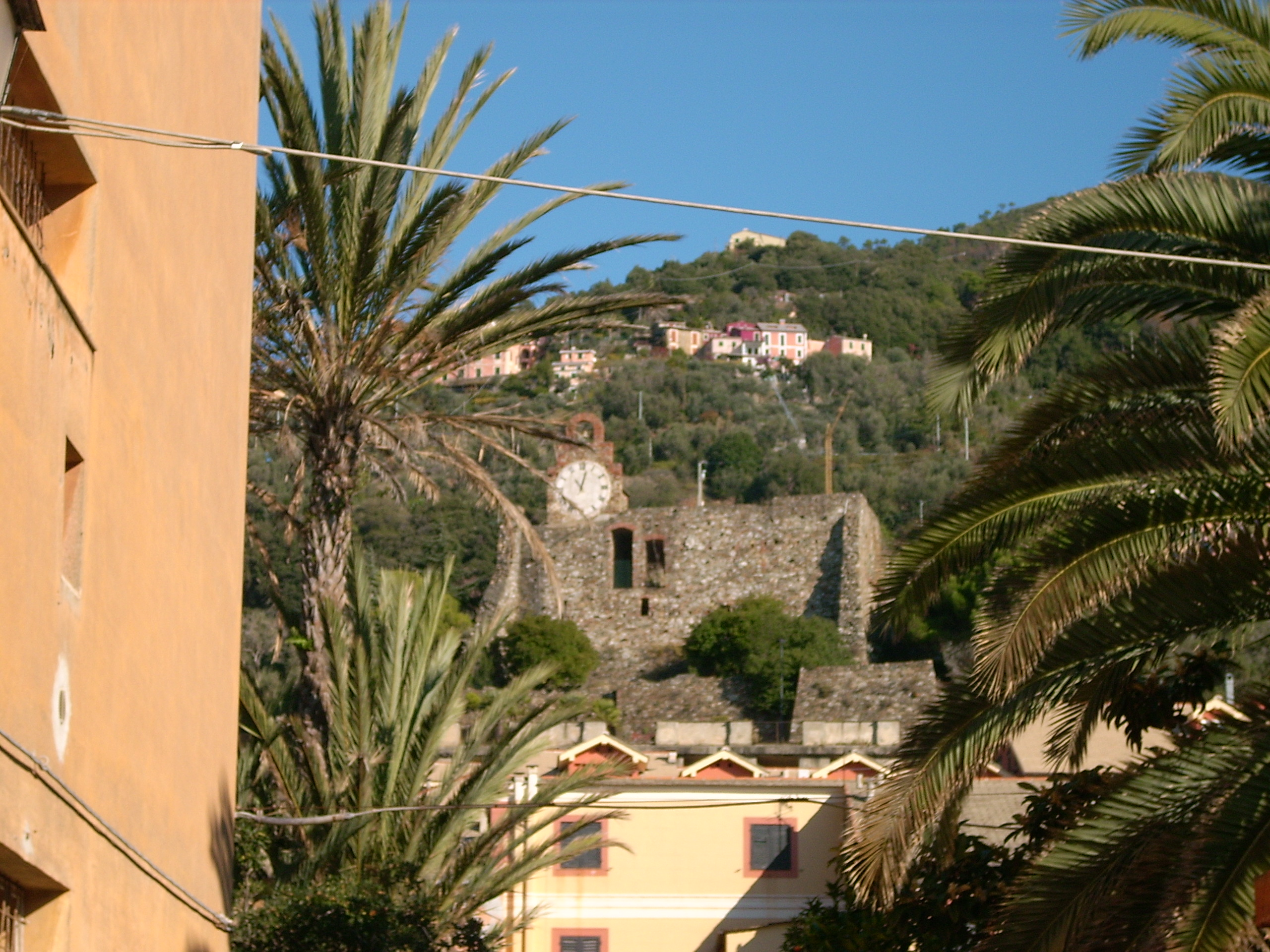
I resti dell'antico castello con l'orologio pubblico.

Il 24 aprile del 1945 cadeva in combattimento in via Giuseppe Casaregis, a Genova, durante la liberazione della città, Angelo Corradino "Nuzzi". Angelo, commerciante, era nato a Bonassola il 30 luglio 1874 e faceva parte della Brigata SAP "Tito Nischio".
Al referendum del 1946 gli elettori di Bonassola votarono in maggioranza per la Repubblica col 71,3% dei voti.
Il 16 gennaio 1965 il treno merci 6178 esplose nella stazione di Bonassola. L'esplosione coinvolse anche il treno locale 1702 in sosta nella stazione. Causa dell'esplosione fu lo scoppio di esplosivi trasportati dal treno merci e utilizzati per la realizzazione della linea a monte nella tratta Framura-Monterosso al Mare (all'epoca ultima della Tirrenica ancora a binario unico). A causa del disastro vi furono 9 morti e 48 feriti. Successivamente i morti divennero 10 perché un ferito, il manovale Nicola Bardotti, morì qualche giorno dopo in ospedale a causa della gravità delle lesioni riportate.
Dal 1973 al 31 dicembre 2008 Bonassola ha fatto parte della Comunità montana della Riviera Spezzina.
Il 25 ottobre 2011 una violenta perturbazione ha colpito il levante ligure (bassa e media val di Vara, val di Magra e Cinque Terre) e la Lunigiana (provincia di Massa-Carrara) con esondazioni, danni, vittime e dispersi in diverse località del territorio ligure e toscano. Tra i comuni più colpiti c'è anche Bonassola dove le precipitazioni intense hanno provocato danni e disagi in porzione limitata o comunque di livello minore rispetto a viciniori comuni della costa e dell'entroterra.
Dal 5 dicembre 2014 al maggio 2019 ha fatto parte dell'Unione dei comuni Cinque Terre-Riviera, di cui era la sede amministrativa.

### Simboli
Stemma
Gonfalone

Lo stemma è stato concesso con il regio decreto del 23 agosto 1929 e registrato alla Corte dei Conti il 10 settembre 1929; il gonfalone è stato invece concesso con il decreto del presidente della Repubblica del 6 luglio 1974.

## Monumenti e luoghi d'interesse

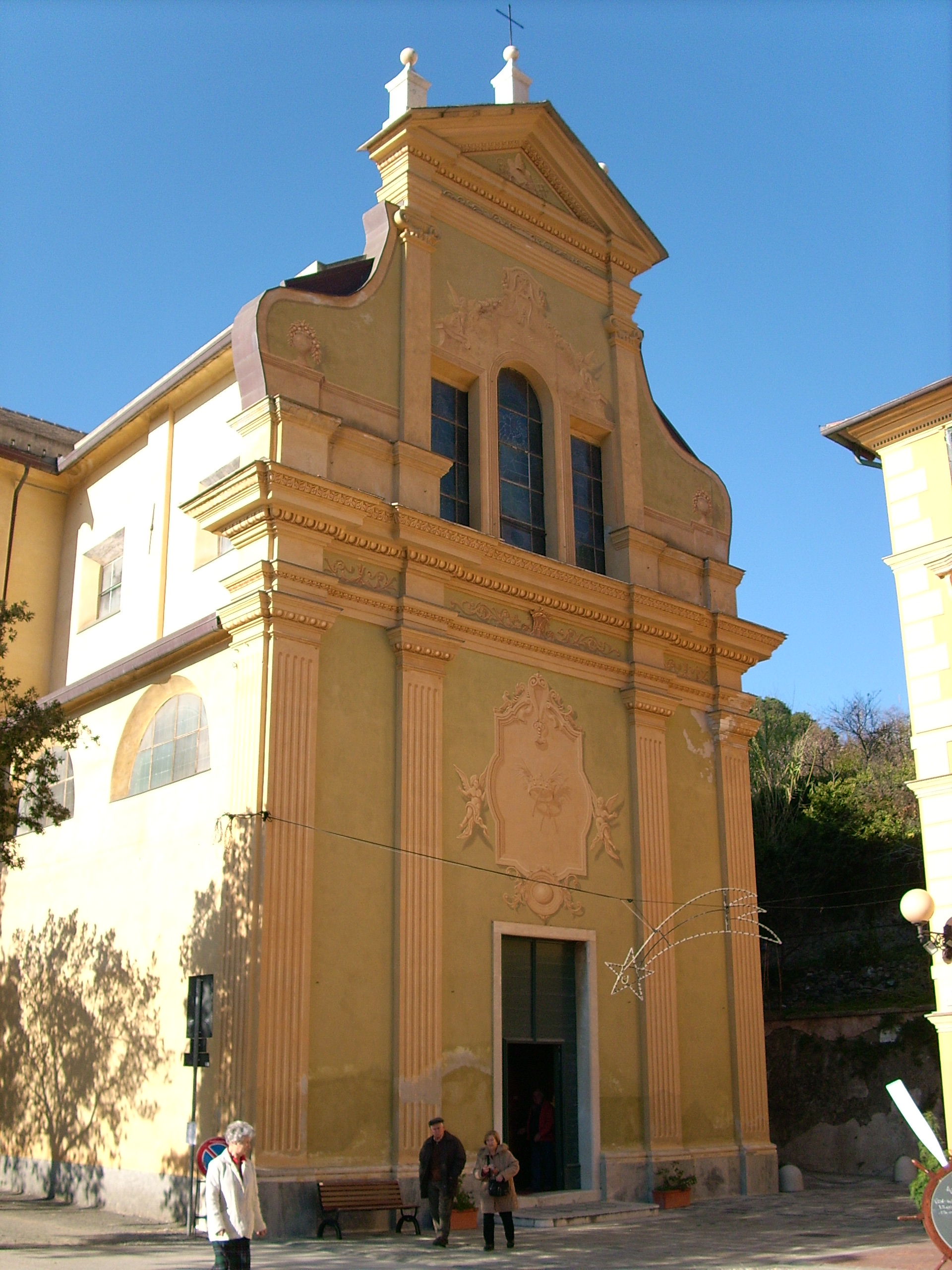
La chiesa parrocchiale di Santa Caterina a Bonassola

### Architetture religiose
- Chiesa parrocchiale di Santa Caterina d'Alessandria nel capoluogo. Secondo alcune fonti fu eretta nella prima metà del XVI secolo, ma quasi interamente trasformata nei secoli successivi ed in particolare in epoca barocca. Consacrata l'8 luglio del 1668 dal vescovo di Luni Giovanni Battista Spinola, conserva al suo interno diverse opere scultoree e pittoriche. Tra le tele conservate quelle del pittore Pietro Costa, il dipinto delle Pie donne ai piedi della Croce di Gesù di Antonio Discovolo che ha lungamente lavorato a Bonassola e L'adorazione dei pastori di Giovanni Battista Carlone. Di particolare pregio è la cassa processionale della Madonna del Rosario, opera della scuola di Anton Maria Maragliano.
- Ex oratorio di Sant'Erasmo nel capoluogo. Edificato agli inizi del XVI secolo e già sede della locale confraternita nonché luogo di ritrovo dei pescatori di Bonassola, dopo la sconsacrazione è stato oggi adibito come sala museale per convegni e mostre comunali. Durante la seconda guerra mondiale qui trovarono rifugio e sosta i soldati, danneggiando inevitabilmente la struttura. Nell'altare in finto marmo è conservato un dipinto ritraente la Madonna col Bambino, san Giuseppe e angeli.
- Chiesetta o cappella della Madonnina della Punta. Edificata nella parte più occidentale del golfo di Bonassola, fu voluta dalla famiglia Poggi che la commissionarono sul finire del XVII secolo. Un restauro nel 1932, su progetto di Orlando Grosso, ne aggiunse il porticato.
- Chiesa parrocchiale di San Pietro nella frazione di Montaretto.
- Oratorio di San Rocco nella frazione di Montaretto. Situato presso l'inizio della parte antica del borgo, si presenta di forme molto semplici. Era la sede della confraternita di San Rocco, ove gli associati si riunivano tutte le domeniche per pregare vestiti con cappe bianche. Nelle vicinanze si trovava anche un ricovero destinato ai poveri e ai pellegrini, mantenuto in parte dalla confraternita.
- Chiesa di Santa Maria Assunta nella frazione di Reggimonti. L'edificazione della chiesa potrebbe essere avvenuta tra il 1298 e il 1310 - in quest'ultima data compare già il nome del locale parroco - a seguito della frana che distrusse la preesistente chiesa parrocchiale intitolata a san Giorgio. L'edificio è citato nel 1584 durante la visita apostolica di monsignor Angelo Peruzzi nel territorio della diocesi di Luni. Conserva opere pittoriche e scultoree.
- Chiesa di San Giorgio nella frazione omonima. Edificata nella seconda metà del Cinquecento è posizionata in posizione dominante presso l'abitato di San Giorgio. Conserva al suo interno opere scultoree e pittoriche del Settecento.

### Architetture civili

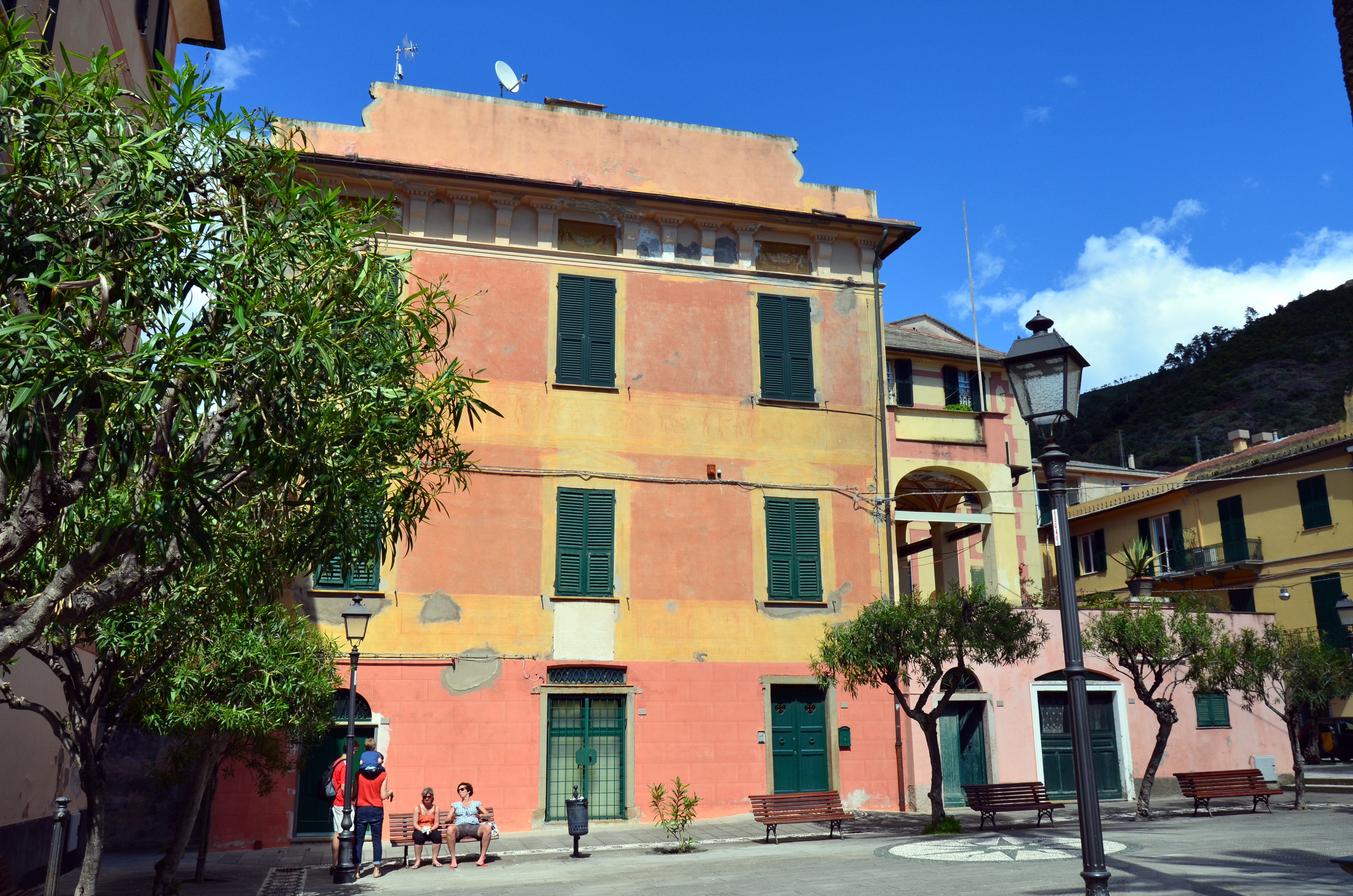
Palazzo Paganetto in piazza Brigata Cento Croci

- Palazzo Farina. Classico palazzo con decorazioni pittoriche in stile genovese del XVIII secolo[13], presenta una balaustra in marmo bianco al primo piano[13].
- Palazzo Paganetto. Edificato nel Settecento[13] e considerato uno dei più caratteristici di Bonassola, fu realizzato per gli armatori Paganetto[13]. Presenta decorazioni pittoriche e un loggiato a tre archi con le volte affrescate[13].
- Palazzo Vinzoni. Risalente alla fine del XVI secolo[13], secondo una targa affissa alla facciata qui soggiornò il celebre cartografo della Repubblica di Genova Matteo Vinzoni[13], nativo dell'odierna frazione bonassolese di Montaretto. Sopra il portale del palazzo è collocata una scultura raffigurante la Madonna incoronata in atto di leggere un libro[13].
- Palazzo Saporiti-Paganetto. Realizzato nel Settecento[13], ha inciso una scritta latina sull'architrave del portale: Nulli certa domus[13], nessuna casa è certa.
- Casa-torre del XVI secolo[13].

### Architetture militari

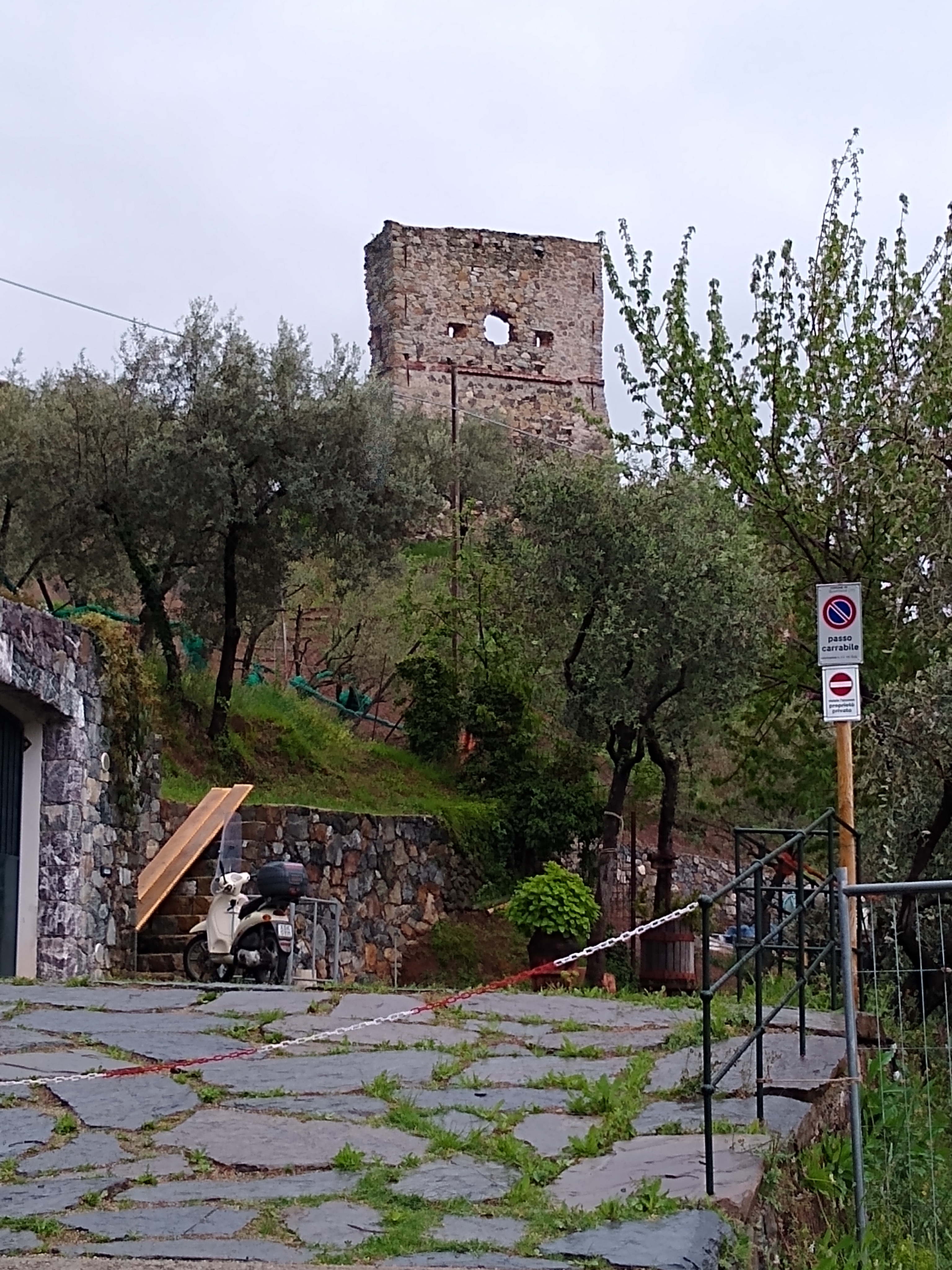
La torre degli Ardoino, del XVI secolo.

Per proteggersi dalle sempre più frequenti incursioni dei pirati turchi e saraceni, il 23 febbraio 1557 gli abitanti di Bonassola, Montaretto e San Giorgio si riunirono nella chiesa di Framura per discutere sull'erezione di una comune postazione di difesa. Dopo nuove incursioni dei pirati, nel 1560 e ancora nel 1561, furono definite le basi per la costruzione di una torre di avvistamento e difesa presso la marina di Bonassola. Il 12 dicembre del 1561 la relazione per ottenere l'edificazione del castello di Bonassola fu consegnata al Senato genovese che ne decise la costruzione su una collina alle spalle del borgo.
Nella frazione di San Giorgio, poco sotto l'abitato, sorgono inoltre i resti di una più antica torre difensiva, denominata Ardoina dal nome della famiglia che in quel tempo era signora il luogo. Edificata a partire dal 1544 da manodopera locale, la torre andò in rovina verso la metà del XVII secolo, probabilmente per un cedimento del terreno. Oramai diroccata e non più utilizzabile, parti dei materiali della torre, insieme ai ruderi della Chiesarotta, furono utilizzate per la costruzione del campanile della chiesa parrocchiale di San Giorgio. Il rudere è stato restaurato nel 2018.

### Altro
- Salto della Lepre: trattasi di un punto panoramico tra Bonassola e Framura; deve il nome a una leggenda popolare secondo la quale una lepre preferì lanciarsi nel vuoto piuttosto che essere catturata dai cacciatori che aveva alle calcagna.
- Punta del Carlino: estremità del promontorio orientale del golfo; una leggenda popolare vuole che, sotto lo scoglio che segna la punta, abiti un'entità marina che abbia il potere di fare alzare o abbassare il mare vicino alla punta, facendo scherzi ai pescatori del luogo che quando si avvicinano allo scoglio rischiano di essere spinti contro di esso da improvvise onde.
- La Francesca.

## Società

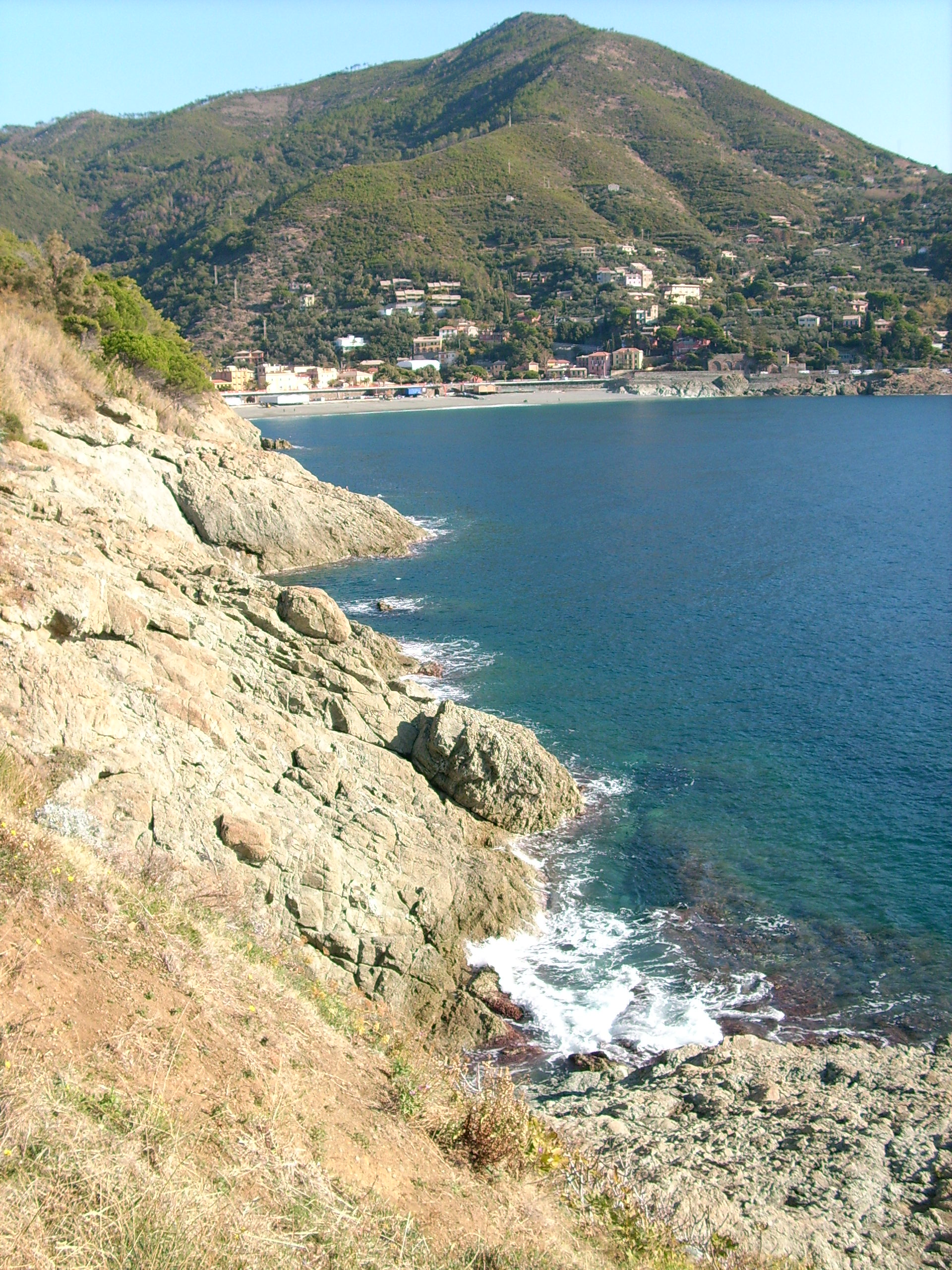
Scorcio della scogliera

### Evoluzione demografica
Abitanti censiti

### Etnie e minoranze straniere
Secondo i dati Istat al 31 dicembre 2019, i cittadini stranieri residenti a Bonassola sono 60.

## Cultura

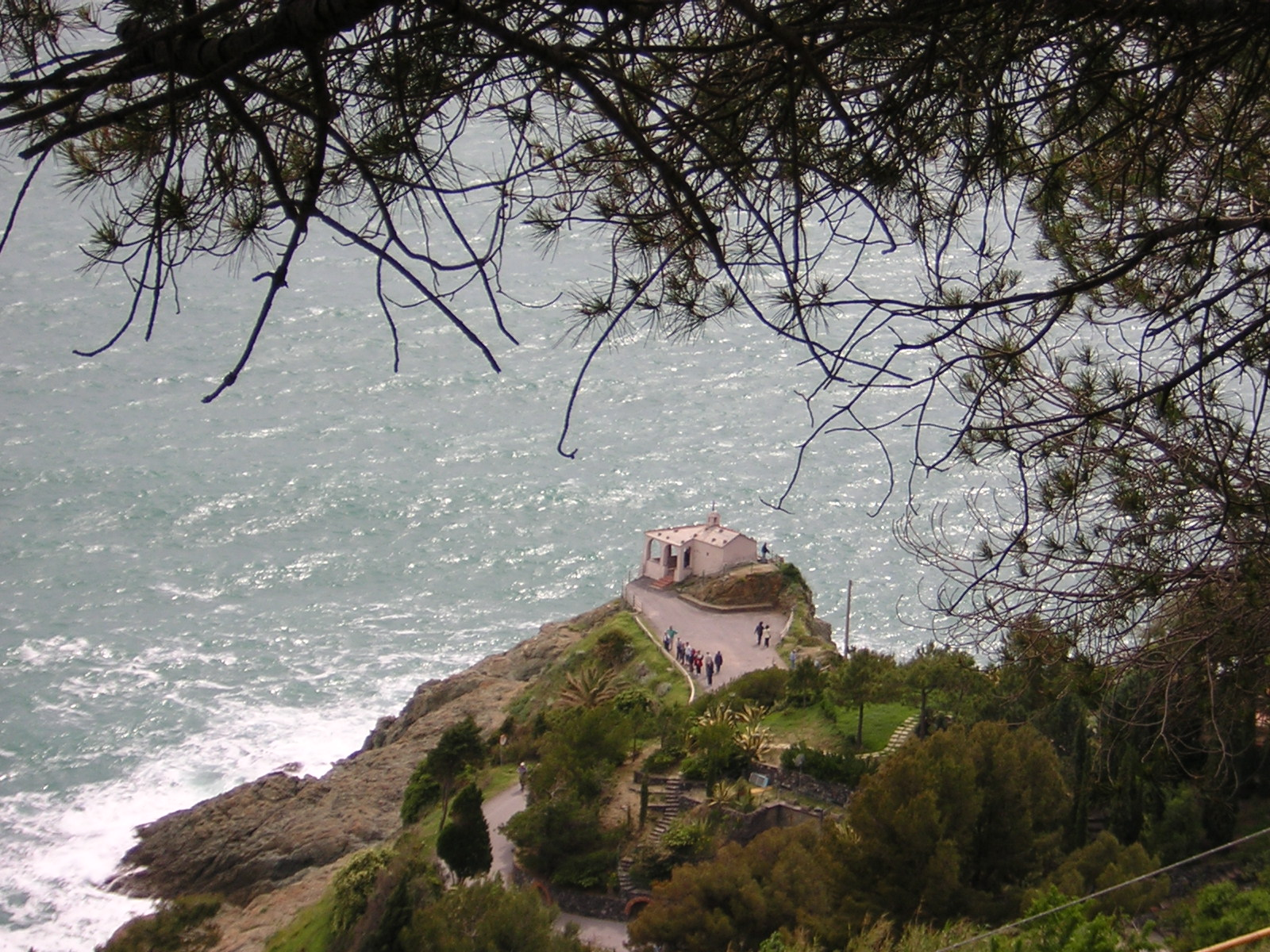
La cappella della Madonnina della Punta

### Istruzione

#### Musei
- Galleria d'Arte Moderna "Antonio Discovolo". La galleria è allestita all'interno del palazzo comunale e conserva alcuni dipinti del pittore Antonio Discovolo.

### Cucina
Il giorno 11 giugno 2005 nel comune è stato raggiunto un nuovo record: è stata realizzata la più grande lasagna al pesto, di superficie pari a 50 m², facendo registrare Bonassola nel Guinness dei primati 2006, superando il precedente record detenuto dalla città di Salinas, in California, di 37 m². Gli ingredienti utilizzati sono stati, tra gli altri, 50 chilogrammi di basilico e 50 chilogrammi di pinoli per il pesto e 7 quintali di besciamella per il condimento delle lasagne che hanno raggiunto i 25 metri di lunghezza e 2 di larghezza. A fine manifestazione sono state servite ben quattromila porzioni ai partecipanti.

### Eventi

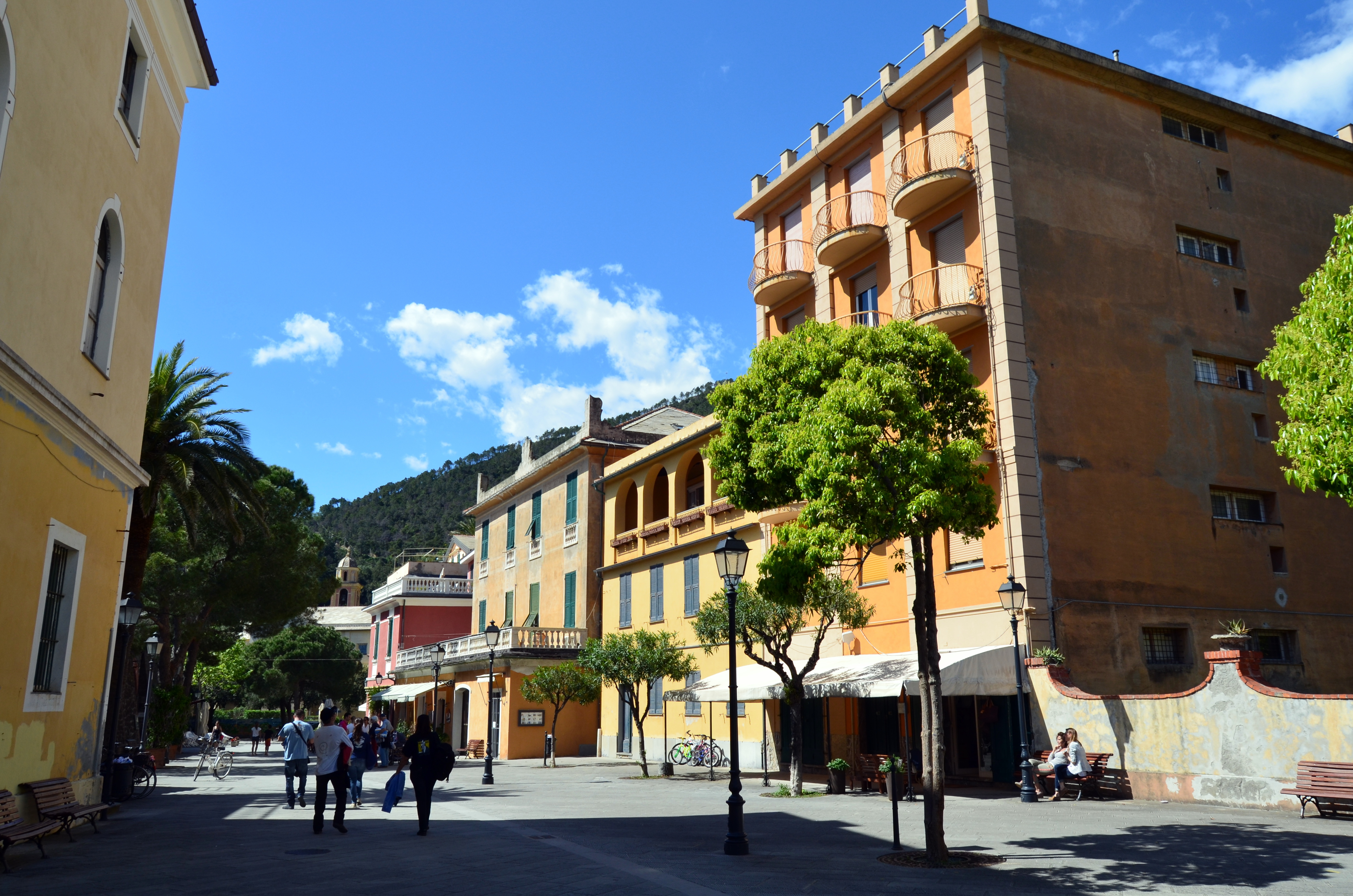
Scorcio di via Fratelli Rezzano nel centro storico bonassolese

Il 1º giugno, per festeggiare il Corpus Domini, le vie della città si riempiono di mercatini, vengono decorate con mosaici floreali - le celebri infiorate - e vengono organizzati vari divertimenti e intrattenimenti.
Bonassola è infine sede di alcuni degli appuntamenti del Festival Massimo Amfiteatrof di Levanto, organizzato ogni estate dal 1992.

## Geografia antropica

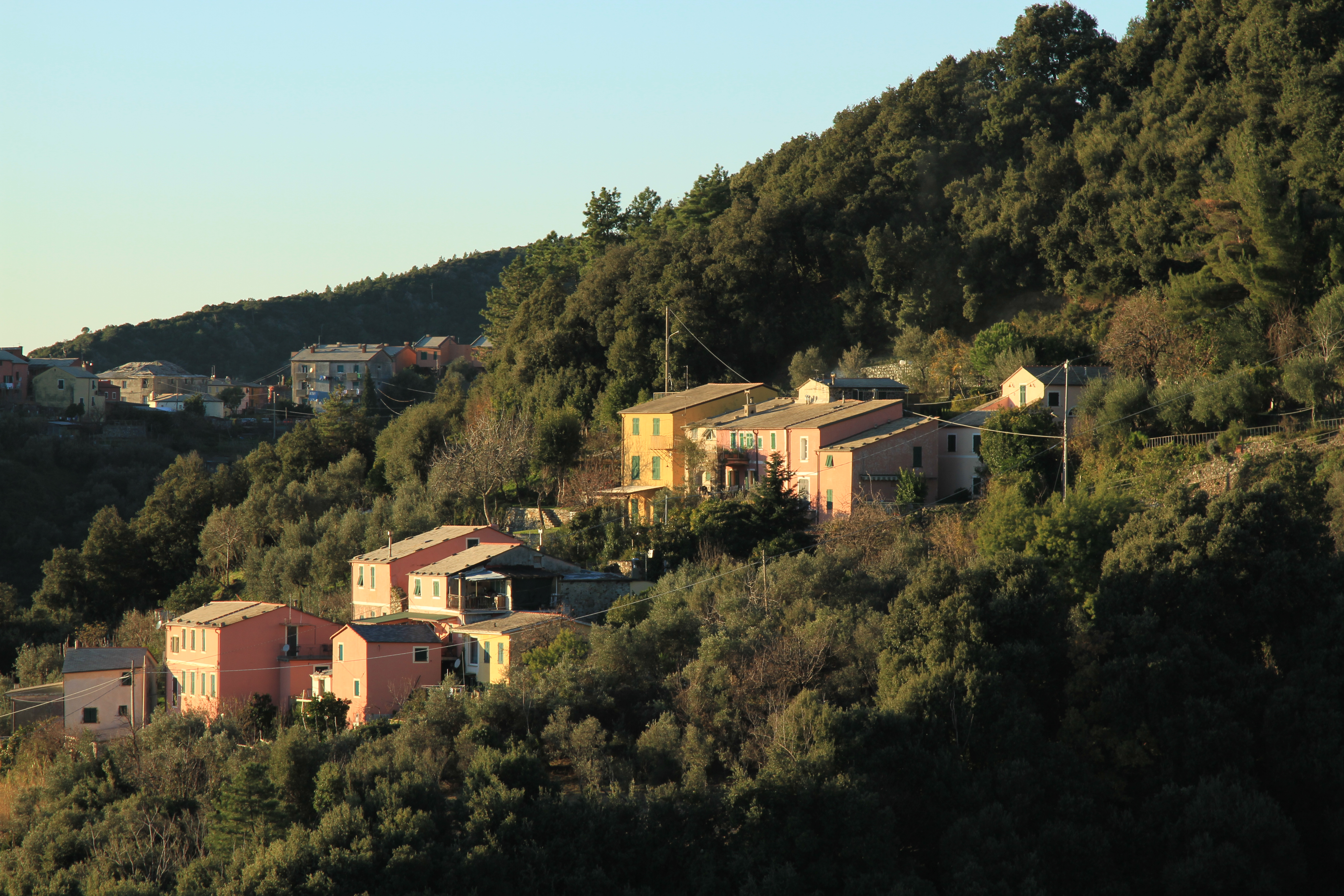
Il borgo di San Giorgio

Il territorio comunale è costituito da otto borghi storici; il centro abitato, a cui si vanno ad aggiungere le frazioni bonassolesi: nella zona occidentale, alle pendici del monte Brino si trovano i centri di Montaretto e Reggimonti; sovrastante il golfo bonassolese si trovano le comunità di San Giorgio, Costella e Serra; nella parte orientale, verso Levanto e in prossimità del monte Rossola, i nuclei di Poggio e Scernio per un totale di 9,19 km2.
Confina a nord con il comune di Framura, a sud è bagnato dal mar Ligure, ad est con Levanto e ad ovest con Framura e il mar Ligure.

### Frazioni
Così il poeta e scrittore ligure Giovanni Bono descrisse nel 1862 la vicina frazione di Montaretto:
Così il 15 gennaio 1809 il colonnello Antonio Vinzoni illustra in una lettera al sindaco un episodio di valore degli uomini di Montaretto da lui comandati. Egli si gloria di aver messo in fuga gli inglesi che volevano depredare un bastimento di vari generi diretto a Livorno. Con pochi uomini armati di fucili da caccia mette in fuga i nemici e salva il bastimento. Con la legislazione Napoleonica venne istituito, nella Giurisdizione del Mesco, il cantone VI di Montaretto che comprendeva gli attuali comuni di Bonassola e Framura con eccezione di Castagnola.

## Economia

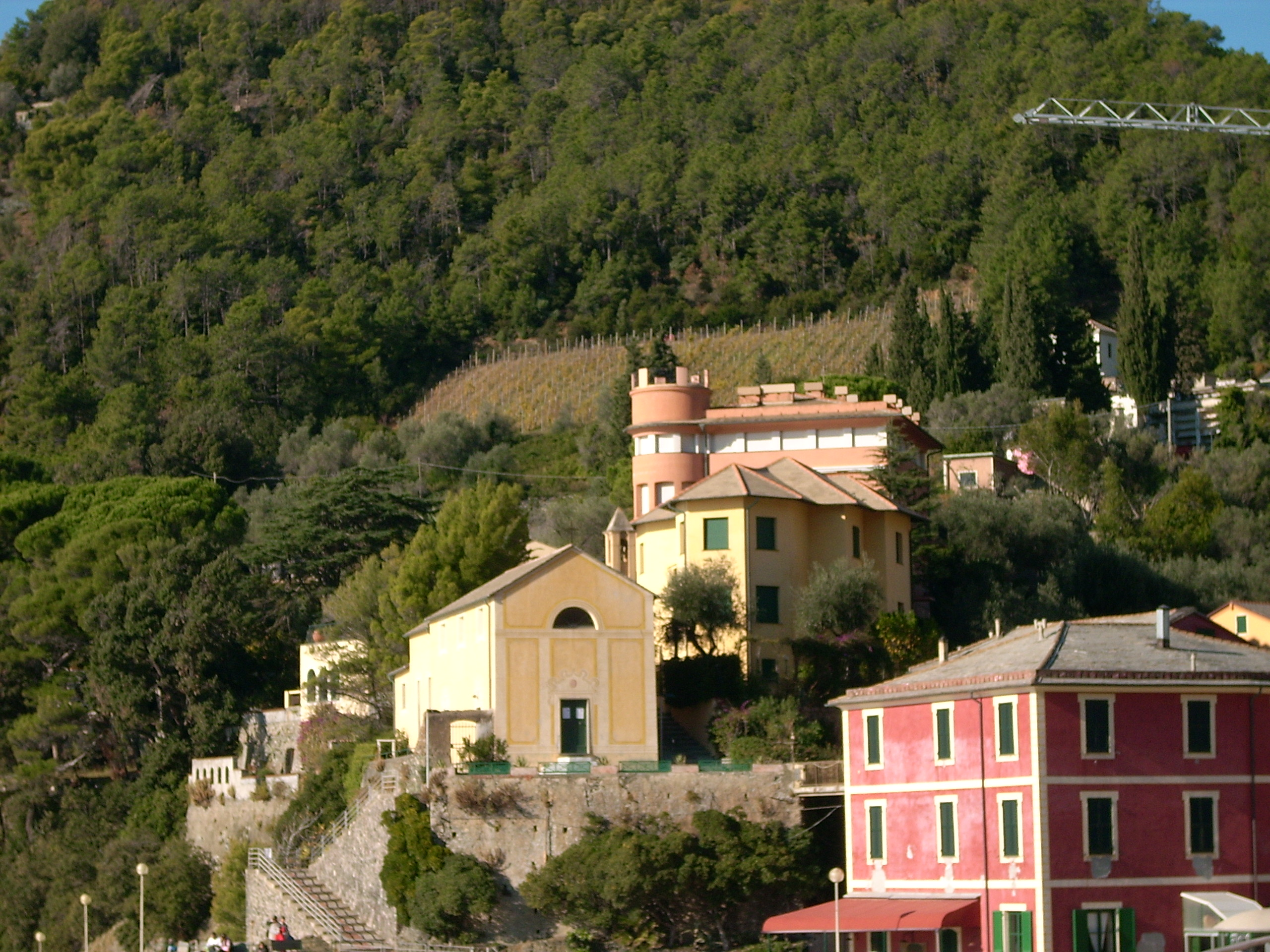
L'oratorio di Sant'Erasmo e sullo sfondo le coltivazioni agricole

L'economia di Bonassola è basata sul turismo, trovandosi in prossimità della meta turistica delle Cinque Terre. Nelle colline del Bonassolese vi sono inoltre numerosi vigneti e uliveti.
Nei secoli passati attiva era l'estrazione mineraria della pirite la cui presenza nel territorio era concentrata maggiormente nella frazione di Scerno. Già alcuni documenti del 1285 attestano infatti tale estrazione da parte della popolazione della vicina Levanto; l'estrazione, ripresa nel XIX secolo, si interruppe definitivamente nel 1930. Dalle cave viene estratto il marmo rosso di Levanto.
La località ha ottenuto dalla FEE-Italia (Foundation for Environmental Education) il conferimento della bandiera blu per la qualità delle sue spiagge.

## Infrastrutture e trasporti

### Strade
Il centro di Bonassola è attraversata principalmente dalla strada provinciale 39 che gli permette il collegamento con la provinciale 64 al bivio di Scernio.

### Ferrovie
Bonassola è dotata di una stazione ferroviaria sulla linea Genova-Pisa.

### Mobilità urbana
Dal comune di Levanto un servizio di trasporto pubblico locale gestito dall'AMT garantisce quotidiani collegamenti bus con Bonassola e per le altre località del territorio comunale. Analogo servizio è garantito dall'ATC con corse da Deiva Marina.

### Piste ciclabili
Il borgo è collegato ai confinanti comuni di Framura e Levanto grazie a una pista ciclabile, denominata Ciclopedonale Maremonti; essa si sviluppa lungo il vecchio sedime ferroviario della Genova-Pisa, spostata nel 1970 alle spalle del borgo in occasione dei lavori di raddoppio dei binari.

## Amministrazione

Il municipio

| Periodo        | Periodo        | Primo cittadino   | Partito                                        | Carica  | Note   |
| -------------- | -------------- | ----------------- | ---------------------------------------------- | ------- | ------ |
| 21 luglio 1985 | 27 maggio 1990 | Adastro Bonarini  | Partito Comunista Italiano                     | Sindaco |        |
| 27 maggio 1990 | 28 marzo 1994  | Valter Lagaxio    | Partito Democratico della Sinistra             | Sindaco | [ 16 ] |
| 21 aprile 1994 | 24 aprile 1995 | Adastro Bonarini  | Partito Democratico della Sinistra             | Sindaco |        |
| 24 aprile 1995 | 14 giugno 1999 | Adastro Bonarini  | lista civica di centro-sinistra                | Sindaco |        |
| 14 giugno 1999 | 14 giugno 2004 | Adastro Bonarini  | lista civica di centro-sinistra                | Sindaco |        |
| 14 giugno 2004 | 8 giugno 2009  | Andrea Poletti    | Costituzione (lista civica di centro-sinistra) | Sindaco |        |
| 8 giugno 2009  | 26 maggio 2014 | Andrea Poletti    | Partito Democratico                            | Sindaco |        |
| 26 maggio 2014 | 27 maggio 2019 | Giorgio Bernardin | Costituzione (lista civica di centro-sinistra) | Sindaco |        |
| 27 maggio 2019 | 10 giugno      | Giorgio Bernardin | Costituzione (lista civica di centro-sinistra) | Sindaco |        |
| 10 giugno 2024 | in carica      | Giorgio Bernardin | Costituzione (lista civica di centro-sinistra) | Sindaco |        |